# Șura Bi-2
Aleaksandr Mikalaevici Uman (în belarusă Аляксандр Мікалаевіч Уман; n. 3 februarie 1970, Babrujsk, RSS Bielorusă), cunoscut sub pseudonimul Șura Bi-2 (în belarusă Шу́ра Би Два), este un cântăreț belarus. Este unul din cântăreții care au înființat formația Bi-2.